# Västerås Science Park

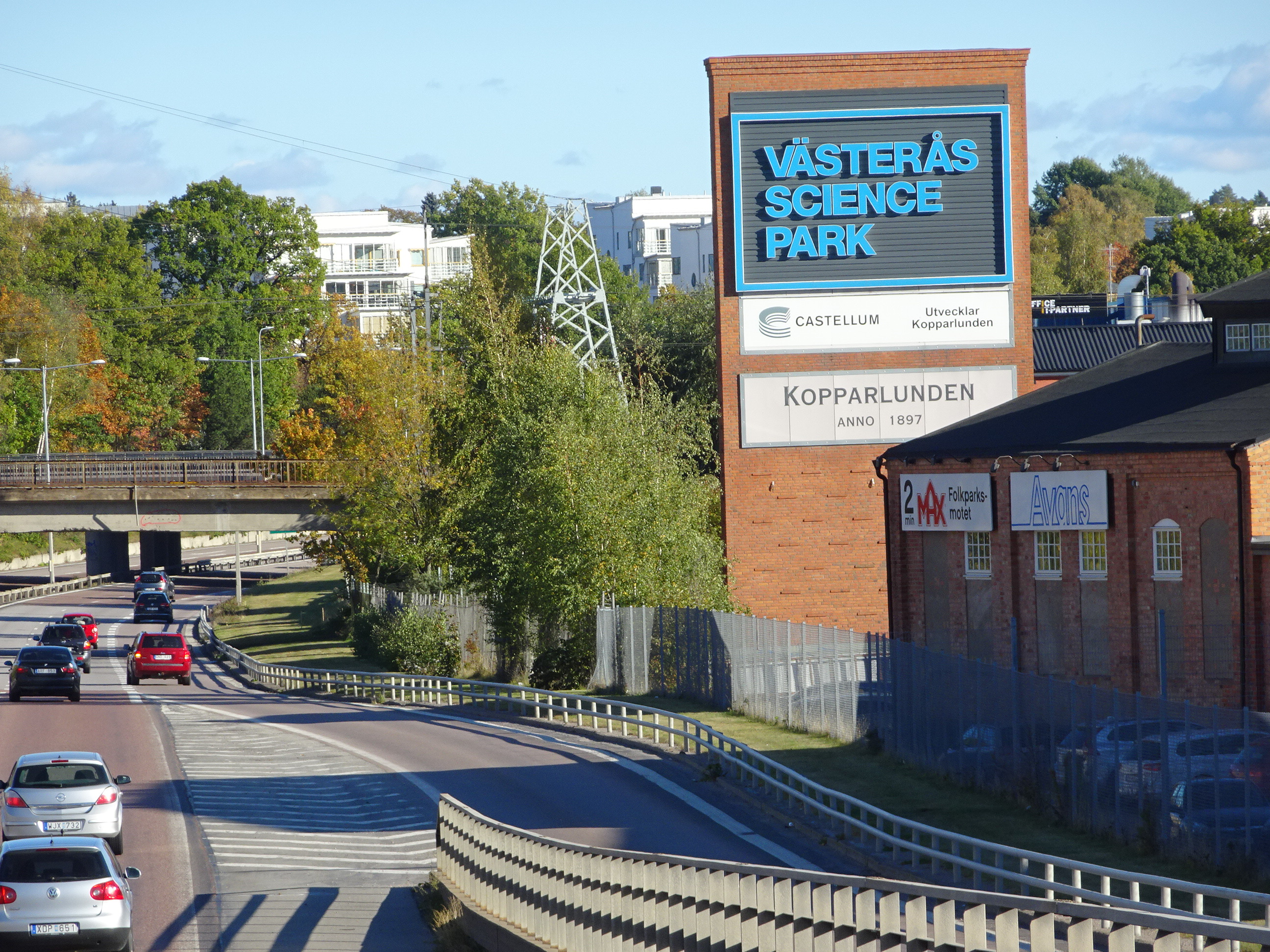
Västerås Science Park i Kopparlunden.

Västerås Science Park var en mötesplats för företagande, innovation, forskning och tillväxt. De vänder sig till entreprenörer och företag i Västmanland, med verktyg och erbjudanden som kan skapa tillväxt.
Västerås Science Parks uppdrag var att vara en tillväxtmotor i Västmanland, att öka regionens attraktionskraft, samt att hjälpa företag att växa. Fokusområden var ICT och länets styrkeområden Automation, Energi, Järnväg samt Välfärd och Hälsa.
Inom Innovationsnätverket bidrog VSP främst med stöd när innovatören kommit en bit in i utvecklingsfasen och i kommersialiseringsfasen, och då med stöd med affärsutveckling, att komma i kontakt med potentiella kunder, samarbetspartners, eller relevanta nätverk för eventuellt ytterligare kapitalförstärkning.
Därtill spred VSP arbetet som bedrevs till andra regioner för ytterligare nyttogörande inom välfärds-, hälso-, och medicinteknikområdet.
Västerås science park avvecklades hösten 2021 som en följd av att de ekonomiska förutsättningarna hade förändrats. 